# مارتن شرودر
مارتن شرودر (بالهولندية: Martin Schröder)‏ (13 مايو 1931 - 2 أكتوبر 2024)، هو طيار ورجل أعمال هولندي، مؤسس شركة الطيران الهولندية الثانية مارتين إير. وُلد في 13 مايو 1931 في أمستردام في هولندا.